# طائرة شحن

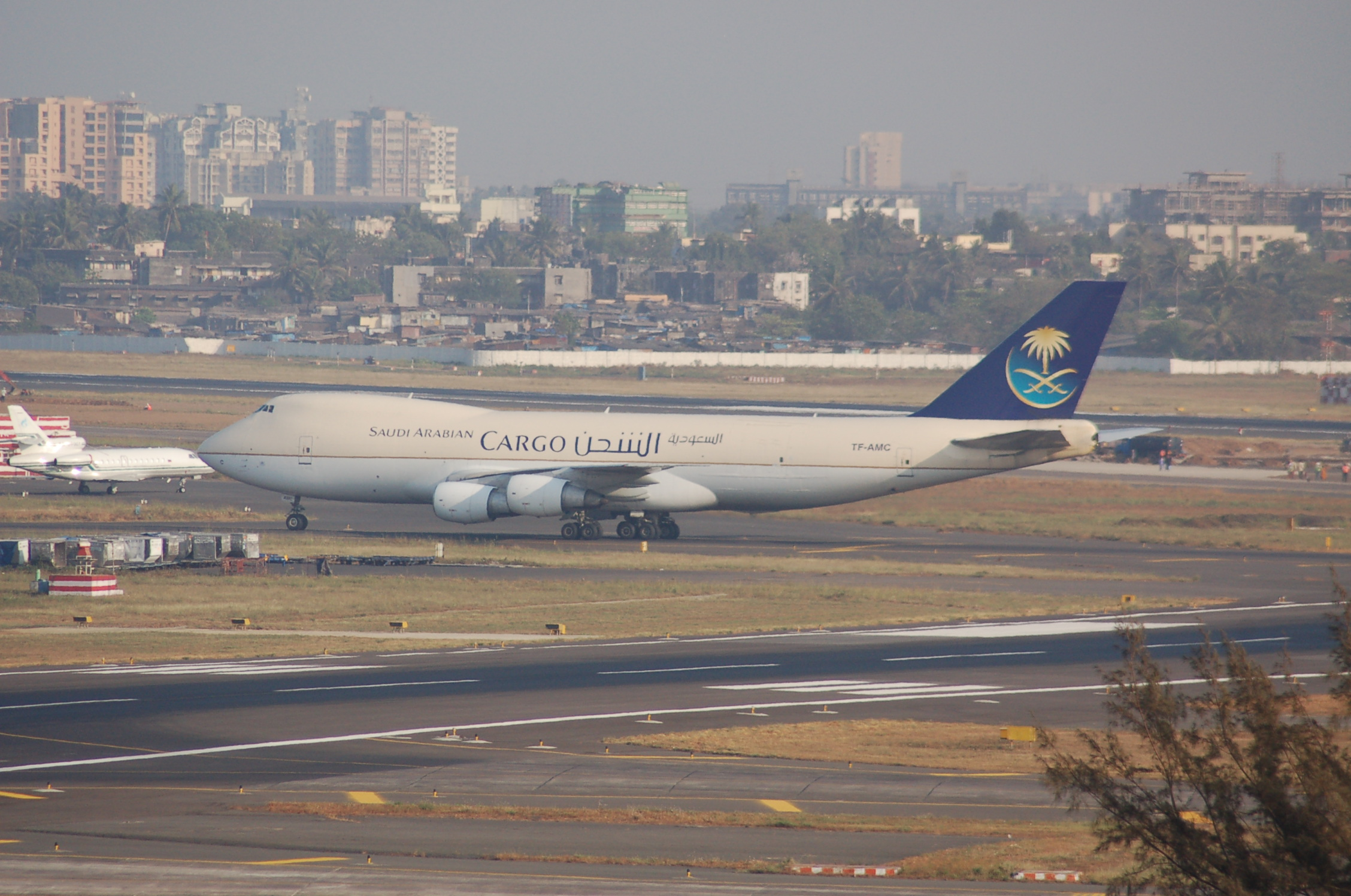
طائرة شحن تابعة للخطوط السعودية

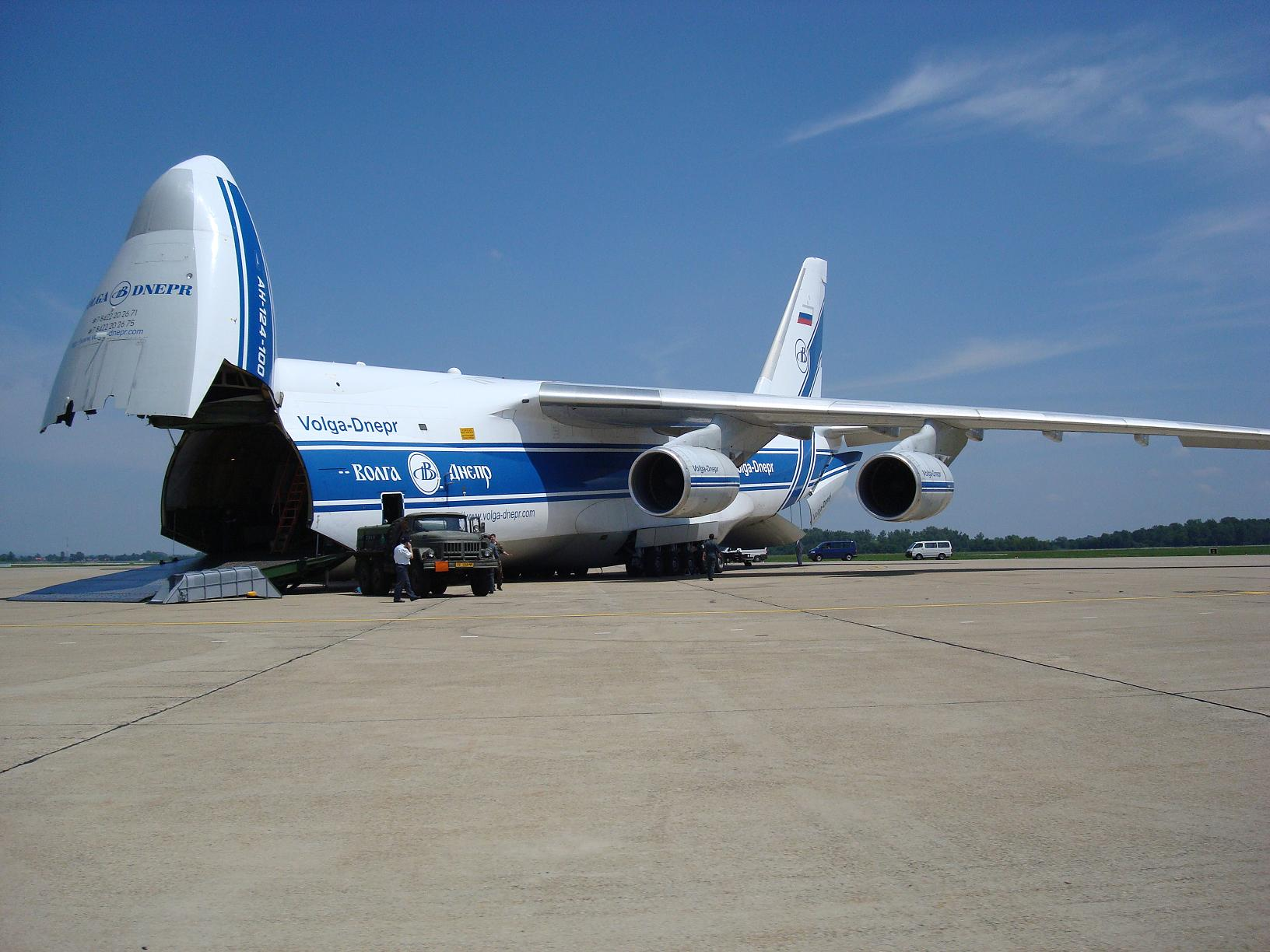
طائرة فولجا دنيبر أن -124جاهزة لتحميل البضائع.

طائرة الشحن أو طائرة النقل التجاري هي طائرة مصممة أو معدلة للشحن بدلا من نقل الركاب. تخلو تلك الطائرات من وسائل نقل الركاب ولديها باب كبير أو أكثر لتحميل وتفريغ الشُحنات. تشغل طائرات الشحن شركات الطيران المدنية أو شركات الشحن بواسطة أفراد متخصصين أو القوات المسلحة للدول المستقلة.
تتميز طائرة الشحن عن طائرة نقل الركاب بهيكل كبير، أجنحة مرتفعة تسمح بأن تكون منطقة الشحن قريبة من الأرض، عدد كبير من العجلات وذيل معلق عالياً ليسمح بنقل الشحنات من وإلى الطائرة عن طريق السيارات.
أكبر طائرة شحن في العالم هي الطائرة الأوكرانية الصنع أنتونوف 225.

## تاريخ طائرات الشحن

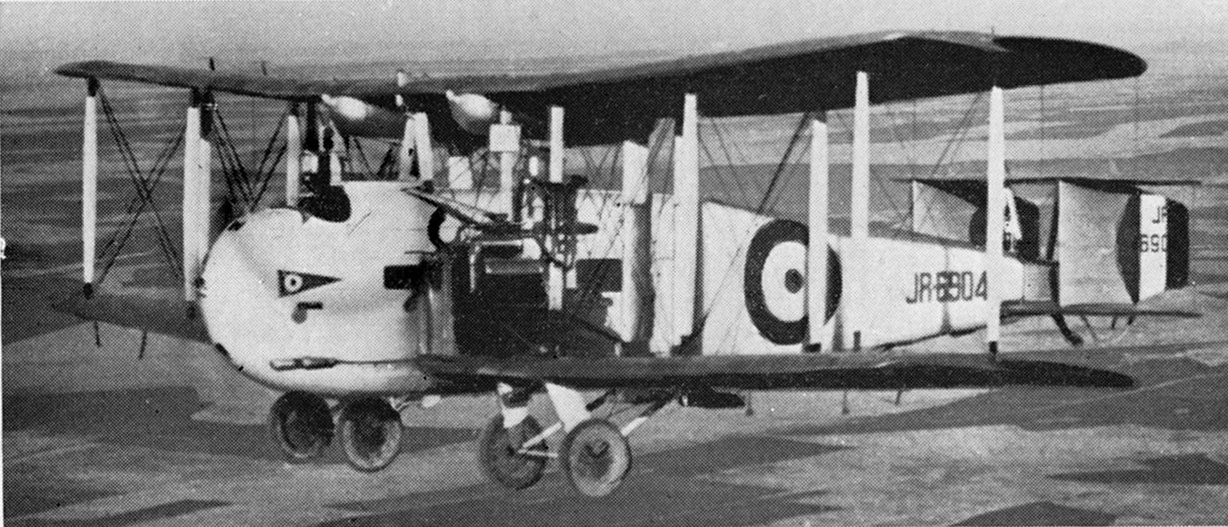
كانت طائرة فيكرز فيرون أول طائرة مخصصة لنقل القوات سنة 1921.

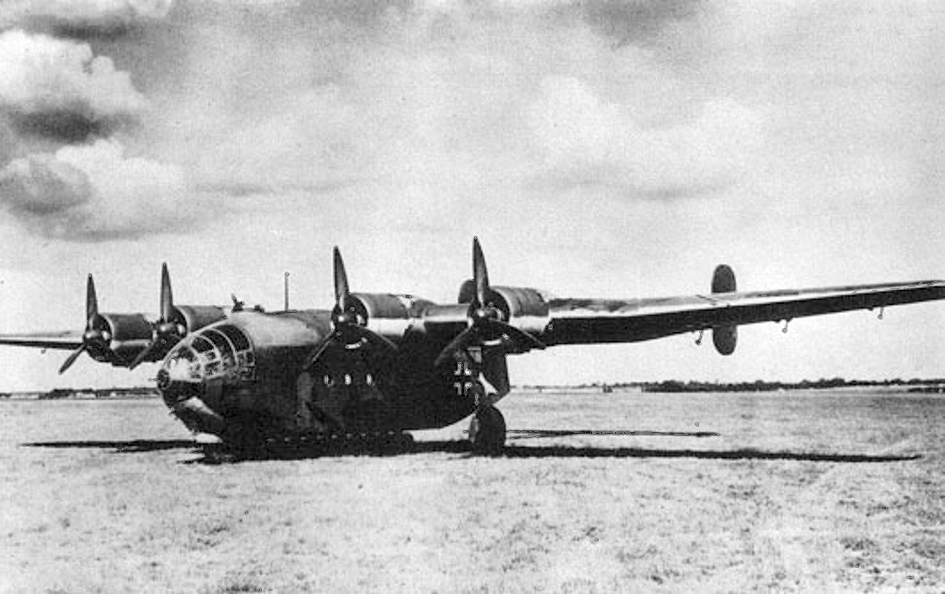
طائرة آرادو آر 232 أول طائرة صممت لغرض نقل البضائع.

استُخدمت الطائرات لنقل البضائع في أوائل سنة 1911 على شكل «بريد جوي»، مع أن الطائرات في بداية الأمر لم تكن مصممة لنقل البضائع، بحلول منتصف العشرينيات صمم مصنعو الطائرات طائرات مخصصة لنقل البضائع.
في المملكة المتحدة في أوائل العشرينيات، لوحظت زيادة الحاجة إلى طائرات نقل البضائع لغرض نقل القوات العسكرية والمواد بسرعة إلى الأراضي المحتلة حديثًا في الشرق الأوسط، لتهدئة الثورات القبلية التي كانت تحدث هناك. دخلت طائرة النقل فيكرز فيرنون -مطورة من طائرات فيكرز فيمي- الخدمة مع السلاح الجوي الملكي أول طائرات متخصصة لنقل القوات سنة 1921. في فبراير 1923، استخدمت هذا النوع من الطائرات قيادة القوات الجوية الملكية في العراق، إذ نقلت نحو 500 جندي سيخي من كفري إلى كركوك في أول جسر جوي استراتيجي للقوات العسكرية. أدت طائرة فيكرز فيكتوريا دورًا مهمًا في جسر كابل الجوي في نوفمبر 1928- فبراير 1929 عند إجلاء الموظفين الدبلوماسيين وعائلاتهم مع أفراد من العائلة المالكة الأفغانية الذين كانوا معرضين للخطر بسبب الحرب الأهلية. ساعدت طائرات فيكتوريا أيضًا في ريادة الطرق الجوية لطائرات هاندلي بيج إتش بي 42 التابعة للخطوط الجوية الإمبراطورية.
صممت ألمانيا طائرة آرادو آر 232 في الحرب العالمية الثانية، إذ كانت أول طائرة شحن مصممة لهذا الغرض، كان الغرض من تصميم آر 232 هو أن تحل محل يونكرز يو 52 لكن صُنع القليل منها فقط. استخدمت معظم القوات الأخرى نسخًا من طائرات الشحن لغرض نقل الإمدادات، ومن أبرزها سي 47 سكاي ترين، وهي نسخة من دوغلاس دي سي-3 التي خدمت تقريبًا مع كل دول الحلفاء.
قُدمت إحدى أهم الأفكار في تصميم طائرات الشحن المستقبلية سنة 1939، من خلال النموذجين الخامس والسادس لطائرة النقل العسكري يونكرز يو 90 ذات المحركات الأربعة، إذ كانت تحتوي على أول مثال لمنحدر التحميل الخلفي. استخدمت هذه الطائرة مثل معظم الطائرات في عصرها، معدات الهبوط ذات السحب الخلفي، التي تسبب ميل الطائرة إلى الخلف عند الهبوط، لكنها تميزت بفكرة  الترابوكلاب وهو منحدر خلفي يعمل بالطاقة الهيدروليكية ويمتلك آليات تشغيل قوية لها القدرة على رفع الطائرة عن العجلة الخلفية وتسوية الارضية والسماح بتحميل البضائع بسهولة، ويحتوي أيضًا على مدرج للأشخاص يتوسط منحدرات مسار المركبات. ظهر منحدر تحميل خلفي مشابه مع بعض الاختلاف في طائرة الشحن الأمريكية ذات المحركين بود آر بي-1 في أواخر الحرب العالمية الثانية.

## أمثلة

### البريد الجوي المبكر وطائرات النقل الجوي اللوجستية
طائرات «جسر جوي ولوجستيات» مهمه.

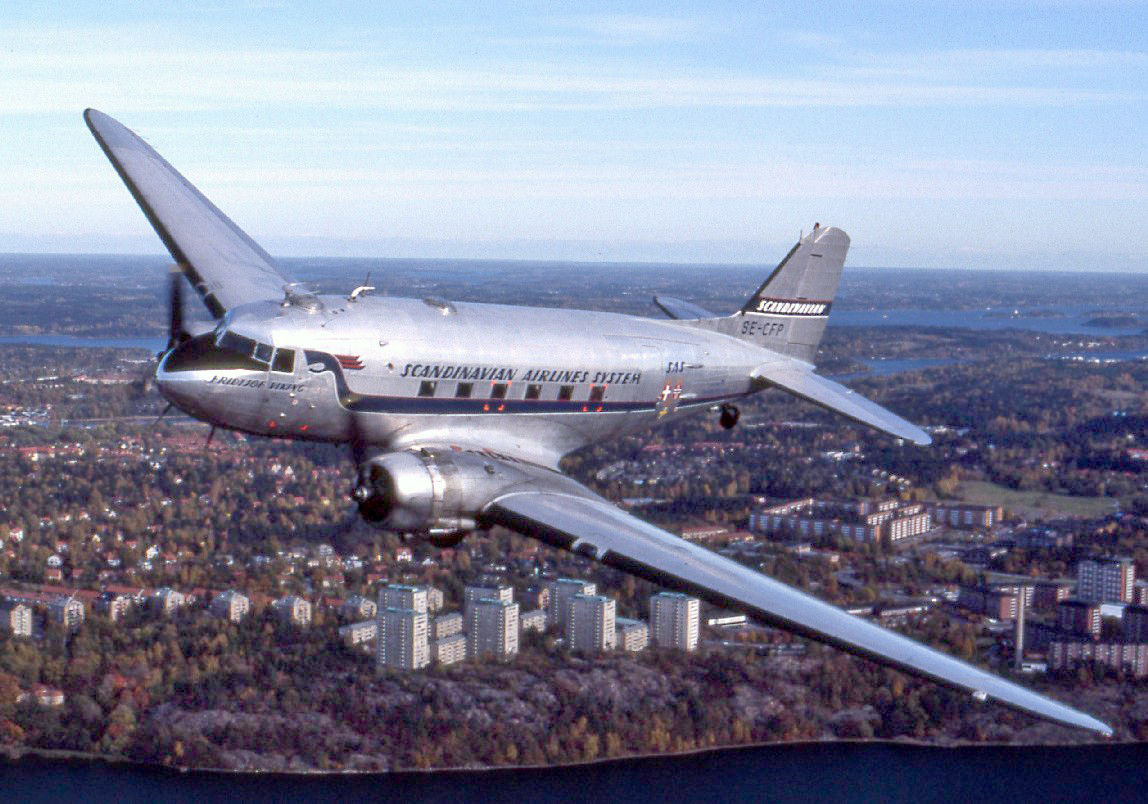
دوغلاس دي سي-3

- - أفرو لانكسترين (بريد عبر الأطلسي))
  - أفرو يورك
  - بوينغ طراز 2
  - كورتيس  JN-2
  - دوغلاس M-2
  - دوغلاس دي سي-3
  - دوغلاس دي سي-4
  - دوغلاس دي سي-6

## انظر أيضاً

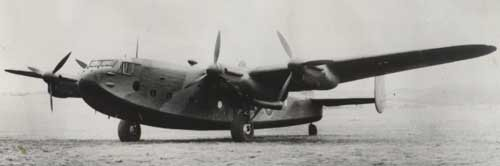
يورك طراز 158